# Fimbristylis psammocola
Fimbristylis psammocola är en halvgräsart som beskrevs av Tang och Fa Tsuan Wang. Fimbristylis psammocola ingår i släktet Fimbristylis och familjen halvgräs. Inga underarter finns listade i Catalogue of Life.